# Krebet (Jambon)
Krebet is een bestuurslaag in het regentschap Ponorogo van de provincie Oost-Java, Indonesië. Krebet telt 5987 inwoners (volkstelling 2010).